# Pebble Mill Studios
Pebble Mill Studios era um estúdio de televisão pertencente a BBC, localizado em Birmingham, Inglaterra. Foi a base da BBC em Midlands de 1971 a 2004 e desenvolveu um nome como forte produtor de programas, e havia duas cantinas, uma estação de correios, jardins, um prédio de sete andares e uma base de Broadcasting.

## História
Nos anos 50, a BBC Midlands estava sediada em escritórios na Carpenter Road, Edgbaston. O estúdio de notícias ficava em um prédio separado em Broad Street, que permaneceu em operação até 1971. No mesmo complexo, os estúdios também gravaram produções teatrais no antigo cinema Delicia, em Gosta Green . Com o tempo, esses estúdios eram pequenos demais para a região em expansão e foram prejudicados por se espalharem por Birmingham.
Um modelo para o edifício foi apresentado à imprensa do Reino Unido em 1962, mas a construção só começou em 1967. Enquanto isso, a produção continuava no país. pequenos estúdios Gosta Green. O novo Birmingham Broadcasting Centre foi inaugurado pela princesa Anne em 10 de novembro de 1971. O local possuía oito andares de escritórios, estúdios de TV e Rádio, duas cantinas e era conhecido por seus jardins.

## Estúdios

### Studio A
Studio A foi o principal estúdio de 6.500 pés quadrados (600 m ²) (81 ft x 80 pés dentro de faixas de fogo) de tamanho, com três salas de controle separadas olhando para o chão estúdio: uma galeria de produção, uma visão combinada / Galeria de iluminação e de som galeria de controle.
O estúdio foi aberto com câmeras EMI 2001 e recebeu muitos programas de Londres e programas produzidos localmente. Durante o início dos anos 90, o departamento de recursos técnicos da BBC visitou os outros estúdios da BBC, ITV e Channel 4 do Reino Unido para encontrar novas câmeras para substituir as antigas câmeras coloridas Link Electronics Ltd 125, que substituíram os EMI 2001s em 1983. Sony Broadcast BVP-370s escolhido e durante esse período o amianto foi removido do estúdio, galerias e usina de ar.

### Studio B
Studio B era para notícias locais e programação esportiva e tinha 40×25 pés de tamanho. Tinha uma galeria de controle combinada com iluminação, visão, produção e som, todos próximos um do outro. Este estúdio foi usado principalmente para o Midlands Today, mas também produziu o Network East e outros programas regionais. O Studio B estava localizado no primeiro andar, com vista para o quadrilátero central. Havia um elevador de carga perto das portas do estúdio, mas havia uma curva muito apertada em ângulo reto para entrar no estúdio.

### Studio C
Os estúdios foram originalmente destinados a ter um terceiro estúdio de 'drama' - mas isso nunca se materializou. Em vez disso, o hall de entrada principal tornou-se o Studio C, pois era necessário espaço para o Pebble Mill at One.
O 'vestíbulo' teve o teto suspenso removido e um equipamento de iluminação de andaime instalado. Os assentos do público substituíram a mesa da recepção e os assentos das entrevistas instalados pelas janelas principais. O Pebble Mill at One terminou em 1986, mas em 1988, o Daytime Live foi lançado. Usou o mesmo formato que o Pebble Mill at One e usou o mesmo conteúdo.

## Produção

### Pós-produção
O centro também abrigava os maiores e mais avançados departamentos de pós-produção da BBC nos arredores de Londres, incluindo seis suítes de edição VT, duas suítes de dublagem, uma pequena tela de visualização e uma infinidade de suítes não lineares Avid. Após a reforma de 1983, um vasto centro de gráficos foi aberto no antigo site da TAR e continha geradores de legendas da Aston, arquivos de slides Rank Cintel, Quantel Paintbox e Harry e outros sistemas gráficos.

### Design
O Departamento de Design de Produção tinha escritórios de design no bloco central da torre até mudar, no início dos anos 90, para uma nova extensão em terrenos livres (originalmente destinados ao Light Entertainment Studio C) ao lado da estrada para o estacionamento traseiro.
Havia escritórios e salas de trabalho para o design do cenário e do suporte localizados na parte traseira da extensão, perto da oficina de construção. No térreo, havia várias gaiolas de adereços que continham todo tipo de itens, até um Dalek.

## Comunicações e sinais
O Pebble Mill fazia parte do backbone de comunicação e transmissão da BBC. O Television Centre (TVC) de Londres era o principal responsável pela maior parte da saída transmitida pela BBC e pela troca e apresentação diária da transmissão.
O Pebble Mill era o Centro Central de Comutação e Monitoramento de Midlands e encaminhava os canais nacionais (2 televisões, 4 rádios nacionais e rádios locais) para os transmissores de Midland em Sutton Coldfield, Ridge Hill e The Wrekin e para outras partes do Reino Unido, bem como atuando como um backup nacional da Television Centre em caso de emergências.